# نظریه تابعی چگالی

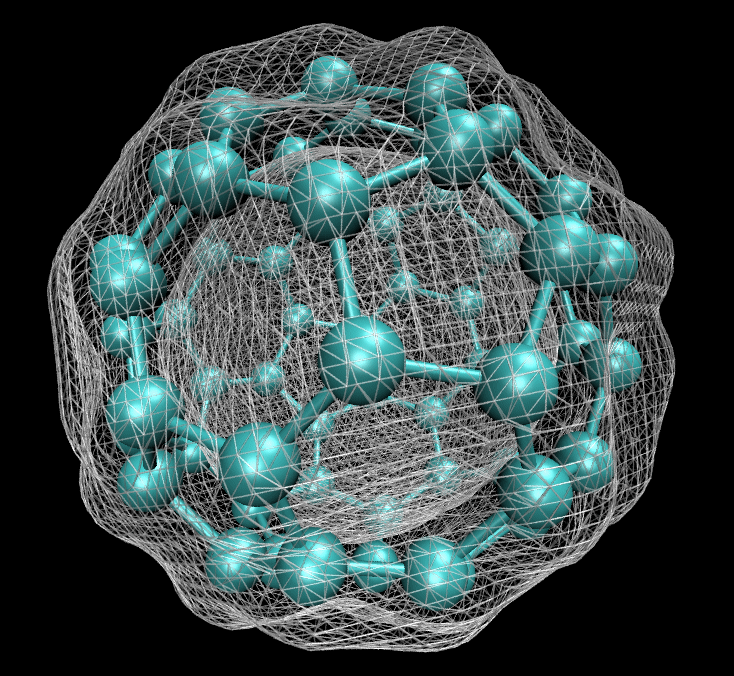
فولرن C۶۰ با سطح هم‌سطح چگالی الکترون حالت پایه، که با نظریه تابعی چگالی (DFT) محاسبه شده‌است.

نظریه تابعی چگالی (به انگلیسی: Density functional theory (DFT)) نظریه‌ای در چارچوب مکانیک کوانتومی برای بررسی ساختار الکترونی مواد در سیستم‌های بس ذره‌ای است. در این نظریه، با معرفی تابعی جهان شمول انرژی و وردش گیری از آن  ویژگی‌های الکترونی ماده (در اینجا چگالی الکترون) به‌دست می‌آید.
این نظریه ریشه در مدل توماس-فرمی دارد، و بر پایه دو قضیهٔ هوهنبرگ-کوهن بنا شده‌است. توضیح پدیده‌هایی مانند نیروهای بین‌مولکولی، به ویژه نیروی واندروالسی، نوار ممنوعه در نیمه‌رساناها، انتقال بار در حالت برانگیخته و... با این روش به‌طور کامل امکان‌پذیر نیست و پژوهش برای ایجاد تغییراتی که این محدودیت‌ها را از بین ببرند ادامه دارد.
نظریه تابعی چگالی از محبوب‌ ترین و فراگیرترین روش‌ها در فیزیک حالت جامد و مکانیک کوانتومی و شیمی کوانتومی می‌باشد.
نظریه تابعی چگالی از سال ۱۹۷۰ یکی از محبوب‌ ترین روش‌ها فیزیک حالت جامد بوده‌است. با این حال تا سال ۱۹۹۰ که تقریبهای در نظر گرفته شده در تئوری آن مورد تجدید نظر قرار گرفت و مدل بهتری برای برهمکنشهای تبادلی ارائه شد، به عنوان یک روش دقیق در شیمی کوانتومی در نظر گرفته نشد.

## قضیه‌های هوهنبرگ کوهن
قضیه‌های هوهنبرگ-کوهن (به انگلیسی: Hohenberg-Kohn theorems) دو قضیه در مکانیک کوانتومی دربارهٔ حالت پایه ماده است.
1. قضیه نخست بیان می‌کند که چگالی الکترونی که تنها وابسته به سه مؤلفه مختصات در فضاست، حالت پایه را در سیستم‌های چندپیکره تعیین می‌کند:
اگر دو سیستم الکترونی که یکی درگیر در پتانسیل {\displaystyle v_{1}({\vec {r}})} و دیگری درگیر در پتانسیل {\displaystyle v_{2}({\vec {r}})} است، دارای حالت پایهٔ یکسان باشند، الزاماً:
{\displaystyle v_{1}({\vec {r}})-v_{2}({\vec {r}})=const}
نتیجه: حالت پایه بیانگر پتانسیل و از این رو شامل همهٔ ویژگی‌های یک سیستم از جمله تابع موج یک سیستم چندپیکره است. به‌طورکلی رابطه {\displaystyle F[n]=T[n]+U[n]} تابعی بردای چگالی است و به پتانسیل خارجی وابسته نیست.
با به کار بردن نظریه تابع چگالی وابسته به زمان می‌توان حالت‌های برانگیختهٔ ماده را بررسی نمود.
2. قضیه دوم یک تابع برداری انرژی برای سیستم مشخص می‌کند و بیان می‌دارد که چگالی الکترونی درست در حالت پایه این تابع برداری انرژی را کمینه می‌کند:
برای هر N مثبت و صحیح و پتانسیل {\displaystyle v({\vec {r}})}، کمینه مقدار رابطه {\displaystyle E_{(v,N)}[n]=F[n]+\int {v({\vec {r}})n({\vec {r}})d^{3}r}} نشانگر حالت پایهٔ N الکترون در پتانسیل {\displaystyle v({\vec {r}})} و همچنین نشانگر مقدار انرژی سیستم در حالت پایه است.